# Troleibuzele din București
Rețeaua de troleibuz din București este o rețea de troleibuz ce deservește orașul București, capitala României. Aceasta, alături de metrou și rețeaua de tramvai, asigură transportul public electric.
Existau 17 linii de troleibuze în mai 2024 deservite de patru depouri de troleibuze (în ordinea alfabetică): Berceni, Bucureștii Noi, Bujoreni, Vatra Luminoasă.  
Troleibuzele, ca autobuzele, nu dispun de culoare de circulație rezervate și prin urmare viteza lor comercială este, mai ales în orele de vârf, foarte slabă (12 km/oră). Traseele și distanțele dintre stații, care până în anii 1970 permiteau călătorilor să se deplaseze din orice punct al orașului în oricare altul fără a fi nevoiți să meargă pe jos sute de metri sau chiar kilometri, au rămas, în ciuda cererilor și proiectelor din anii 1990, așa cum fuseseră modificate în perioada Ceaușescu, conform unei scheme care le permite călătorilor să vină din cartierele periferice spre centru și înapoi, dar nu să circule în toate direcțiile prin oraș și cu atât mai puțin să-l traverseze.

## Istorie
Prima linie de troleibuz din București a fost inaugurată după cel de-al doilea război mondial, folosind troleibuze din URSS, de tip MTB-82 D. Traseul pe care aceasta circula era Piața Victoriei - Hipodrom  (astăzi Piața Presei Libere sau în vremea comunismului, Piața Scânteii). Apoi a fost dată în folosință linia 81 în anul 1956, care avea aproape același traseu, însă extins la Gara de Nord și la Aeroportul Băneasa. Tot în același an sunt date liniile 82 și 83 care circulau pe la Piața Universității, asigurând legătura Aeroportului cu Piața de Flori (nordul Piteței Unirii de astăzi). Axa est-vest a fost dată în folosință în anul 1957, momentan linia 85 fiind cea mai veche din București, având traseul original (deși a fost limitată între anii 1986 și 1997). 
Primele troleibuze au fost sovietice, apoi au fost introduse modele românești, fabricate la Atelierele Centrale ale I. T. B. (au circulat cam între 1956 și 1960), apoi, din 1960, au fost introduse modelele TV2E, apoi în anul 1967 modelele TV 20E. În anul 1975 s-au introdus troleibuze mai moderne pe platforma MAN-RABA (DAC 112E ROMANIA, numite și ROMAN 112E), iar în anul 1979 sunt introduse troleibuzele articulate DAC 117E iar la mijlocul anilor 80 varianta dublu articulate ( 1 singur exemplar). În anul 1990 rețeaua este refăcută după ce unele linii au fost desființate și suspendate, și sunt achiziționate noi vehicule. STB a renunțat definitiv la troleibuzele ROCAR în anul 2009, excepție făcând ROCAR De Simon 412EA #7459 și ROCAR Autodromo 812E .

## Linii
Bucureștiul are cea mai mare rețea de troleibuz din România, având 15 linii în exploatare.

### Linii în exploatare
- 61: Complex Apusului – Piata Rosetti
- 62: Colegiul Tehnic Iuliu Maniu – Gară de Nord
- 63: Master – Pod Izvor
- 66: Spitalul Fundeni – Vasile Pârvan
- 69: Baicului – Valea Argeșului
- 70: Bd. Basarabia – Facultatea de Medicină
- 72: Costache Stamate – Turnu Măgurele
- 73: Piața Sf. Vineri – Piata de Gros
- 76: Costache Stamate – Piața Reșița
- 79: Bd. Basarabia – Gară de Nord
- 85: Baicului – Gară de Nord
- 86: Arena Națională – Clăbucet
- 90: Arena Națională – M Petrache Poenaru
- 93: Cartier Constantin Brâncuși – Piața Presei
- 95: Cartier Pajura – M Straulesti
- 96: Depoul Alexandria – Gară de Nord
- 97: Clăbucet – Pasaj Mihai Bravu

## Vehicule
La sfârșitul anului 2020, STB avea în inventar 265 de troleibuze, împărțite în trei mărci: Astra/Ikarus (model 415 T), Astra/Irisbus (model Citelis) și Rocar (1 exemplar 412 EA - Rocar De Simon și 1 exemplar 812 EA - Rocar Autodromo).

### Astra Irisbus Citelis

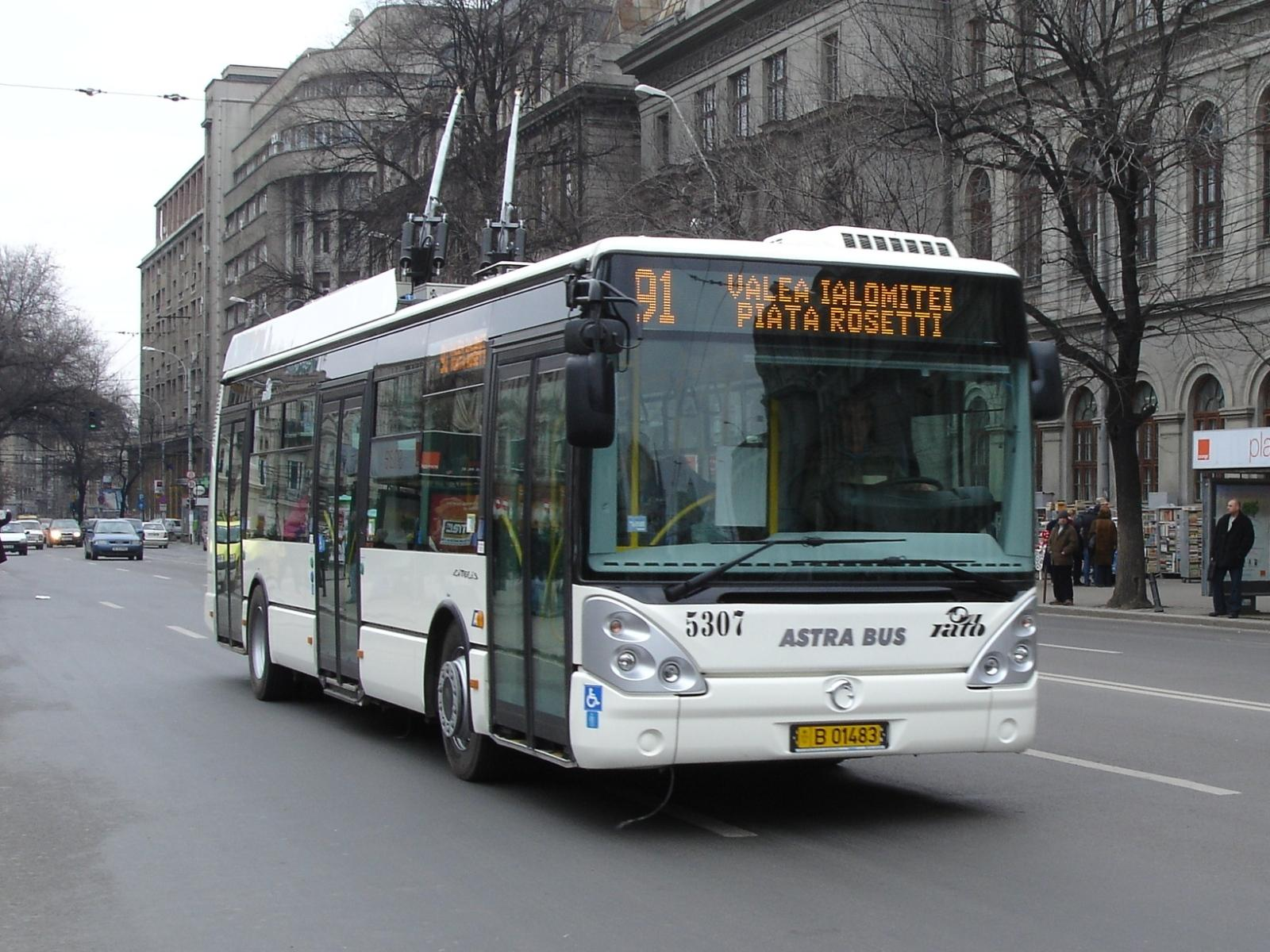
Troleibuz Irisbus-Citelis pe linia 91

Aceste vehicule au fost aduse în anii 2007-2008, și sunt numerotate 5301-5400. Sunt în număr de 100 și sunt vehicule cu podea joasă. Sunt împărțite între depourile Vatra Luminoasă și Bujoreni. #5399 si #5400 sunt echipate cu sistem de tracțiune în CA și sunt alocate depoului Vatra Luminoasă. Sunt echipate în uzina Astra Arad.

### Astra Ikarus 415 T

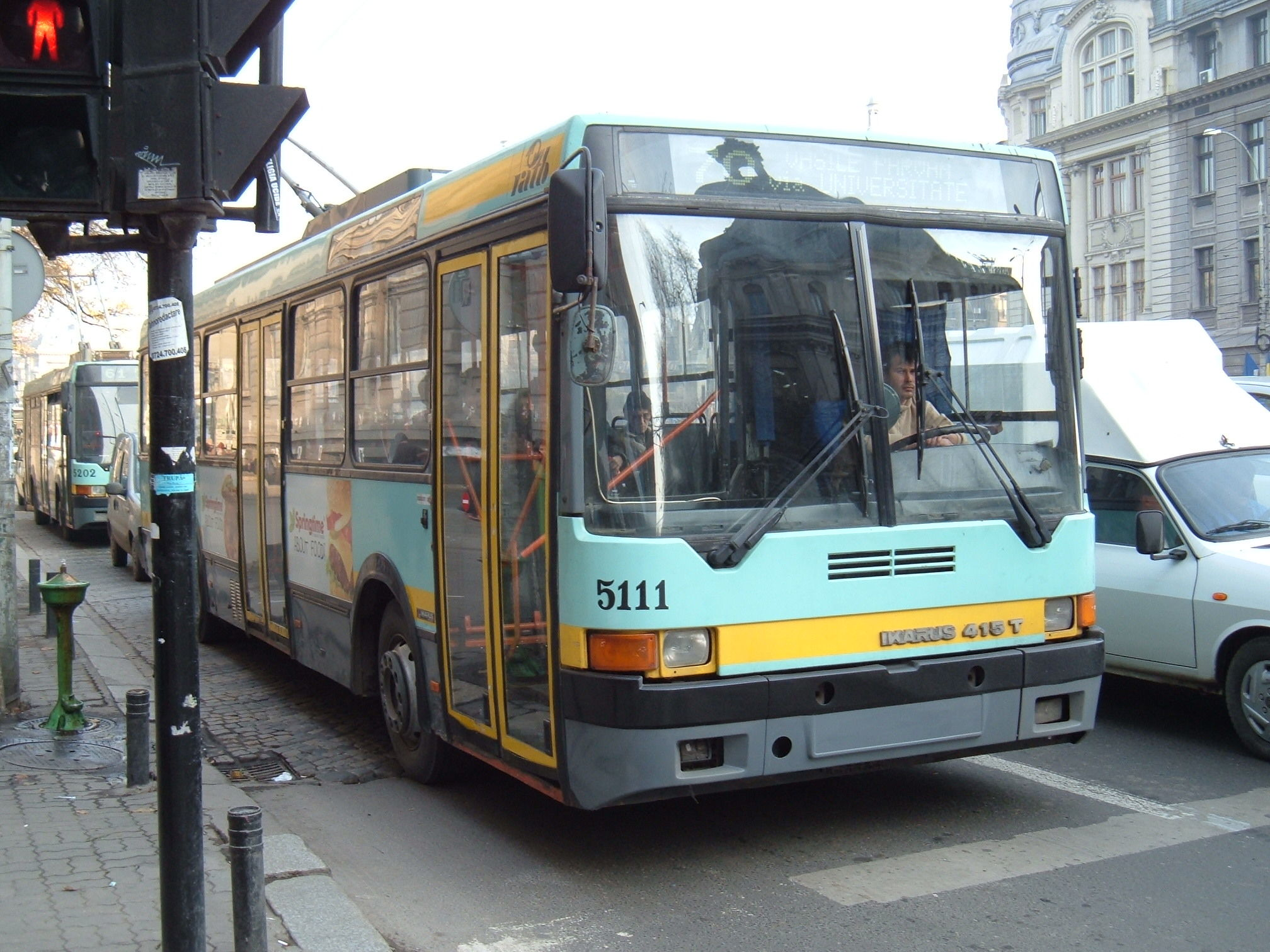
Troleibuz Ikarus pe linia 70

Aceste troleibuze sunt în număr de 163 și au fost fabricate între anii 1997 și 2002 la uzinele Ikarus din Ungaria și echipate la Astra Arad. Inițial au fost împărțite depourilor Bujoreni (100) și Vatra Luminoasă (100). Începând cu anul 2007, o parte dintre ele au fost date treptat către celelalte depouri (Berceni și Bucureștii-Noi), în urma sosirii noilor troleibuze Astra Irisbus Citelis.

### Solaris Trollino 12

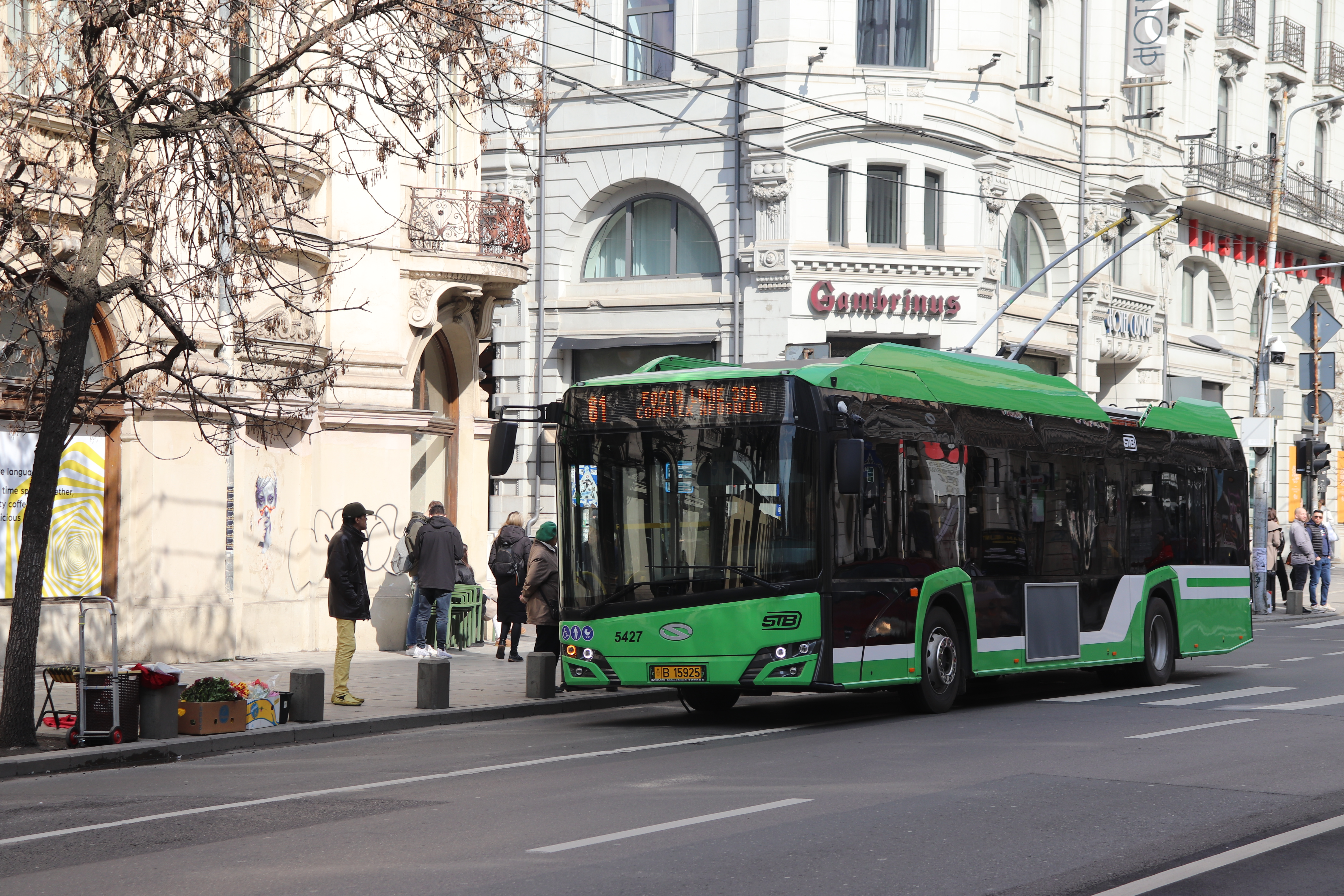
Troleibuz Solaris Trollino pe linia 63

În cadrul planului de modernizare prin PNRR, STB S.A. a cumpărat un lot de 100 de troleibuze Solaris Trollino 12M, dintre care aproape toate au fost livrate. Troleibuzele sunt echipate cu tehnologie Medcom, care le permite să circule pe rute neelectrificate pentru 20 de kilometri. Troleibuzul are o capacitate de 27 de locuri pe scaune și 90 în picioare.
Noile troleibuze Solaris Trollino au început să circule în cursul zilei de 17 februarie pe linia 93. Pe 25 februarie, linia 93 a fost prelungită până la Cartier Constantin Brâncuși, iar linia de autobuz 168 a fost scurtată la Valea Ialomiței. Pe 25.05.2024 cu încă 9 troleibuze, a fost prelungită la Piața Presei și linia 105 a fost scurtată la Bd. Nicolae Titulescu.
Pe 19 februarie au intrat în circulație și pe linia 61 care a înlocuit linia 336.
Pe 23 martie, 3 dintre aceste troleibuze au intrat în circulație pe linia 90, apoi aceasta datorită autonomiei troleibuzelor a fost comasată cu linia 201 pe 30 martie, cu 9 troleibuze.
Pe 13 aprilie, linia 97 a fost modificata pana la Pasaj Mihai Bravu datorită noilor troleibuze Solaris. Astfel, și linia de autobuz 133 a fost desființată.

## Modele istorice

### Rocar 412 EA

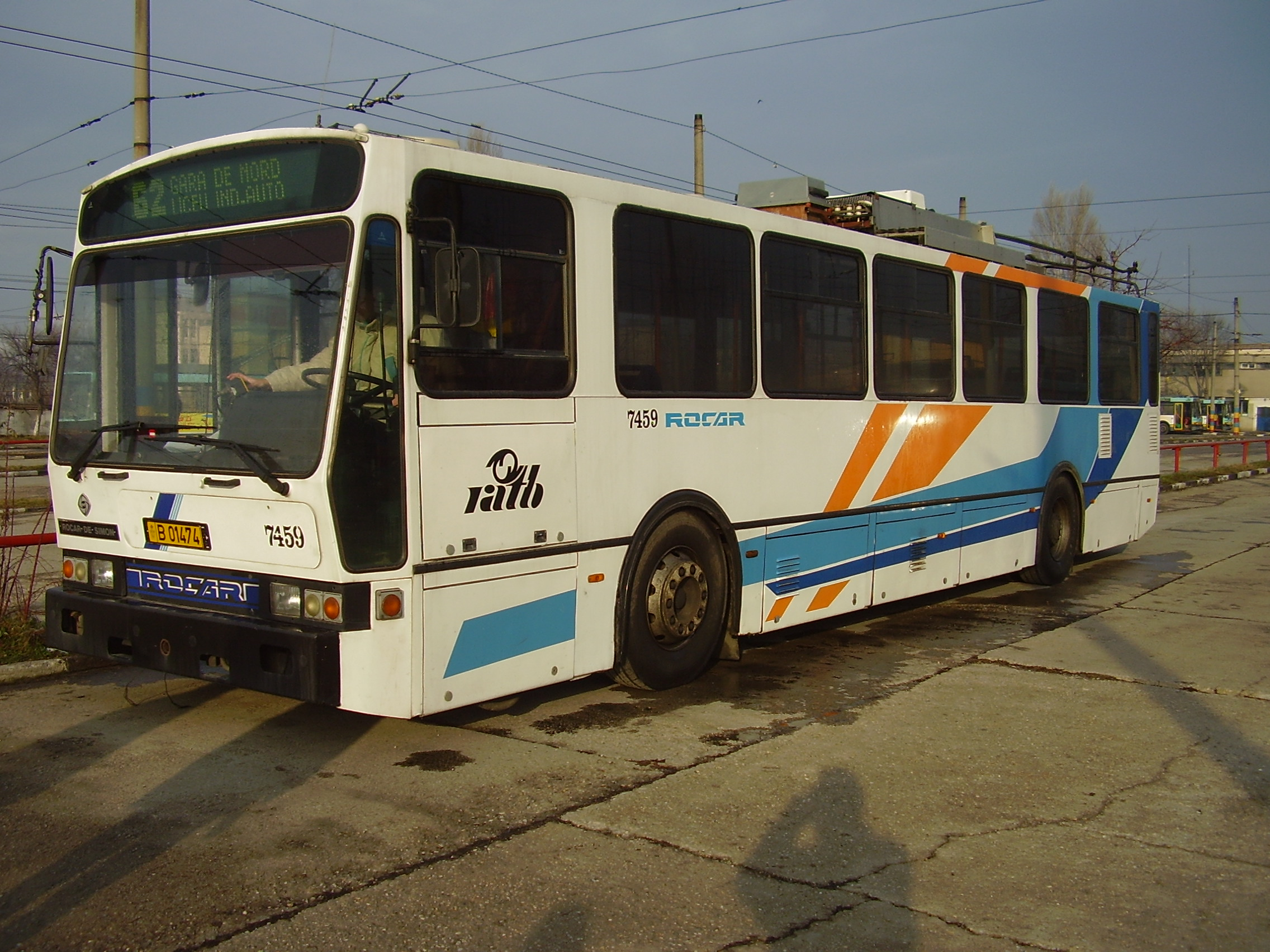
Troleibuz Rocar 412EA în depoul Bujoreni

A existat un singur troleibuz de acest tip, la Depoul Bujoreni. Din 2002 este retras definitiv din circulație. Are motor cu acționare în CA.

### Rocar Autodromo 812 EA

Troleibuz Rocar E-812 (Rocar Autodromo) pe linia 91.

812 EA a fost primul troleibuz RATB low-floor (LF) și singurul de acest tip de proveniență românească. Aceste troleibuze au  circulat între anii 1998-2012 . A fost produs în 1998 la uzina Rocar ,  fiind folosită o caroserie de la Autodromo Italia. 

#### Dac 112E ROMANIA
Numite și ROMAN 112E, acesta este varianta troleibuz a lui ROMAN 112 UD. A fost fabricat între 1975 și 1978. Au fost utilizate între 1975 și 1991. Conform numerelor de parc,  au fost 320 vehicule.

#### DAC 112 E / 212 E

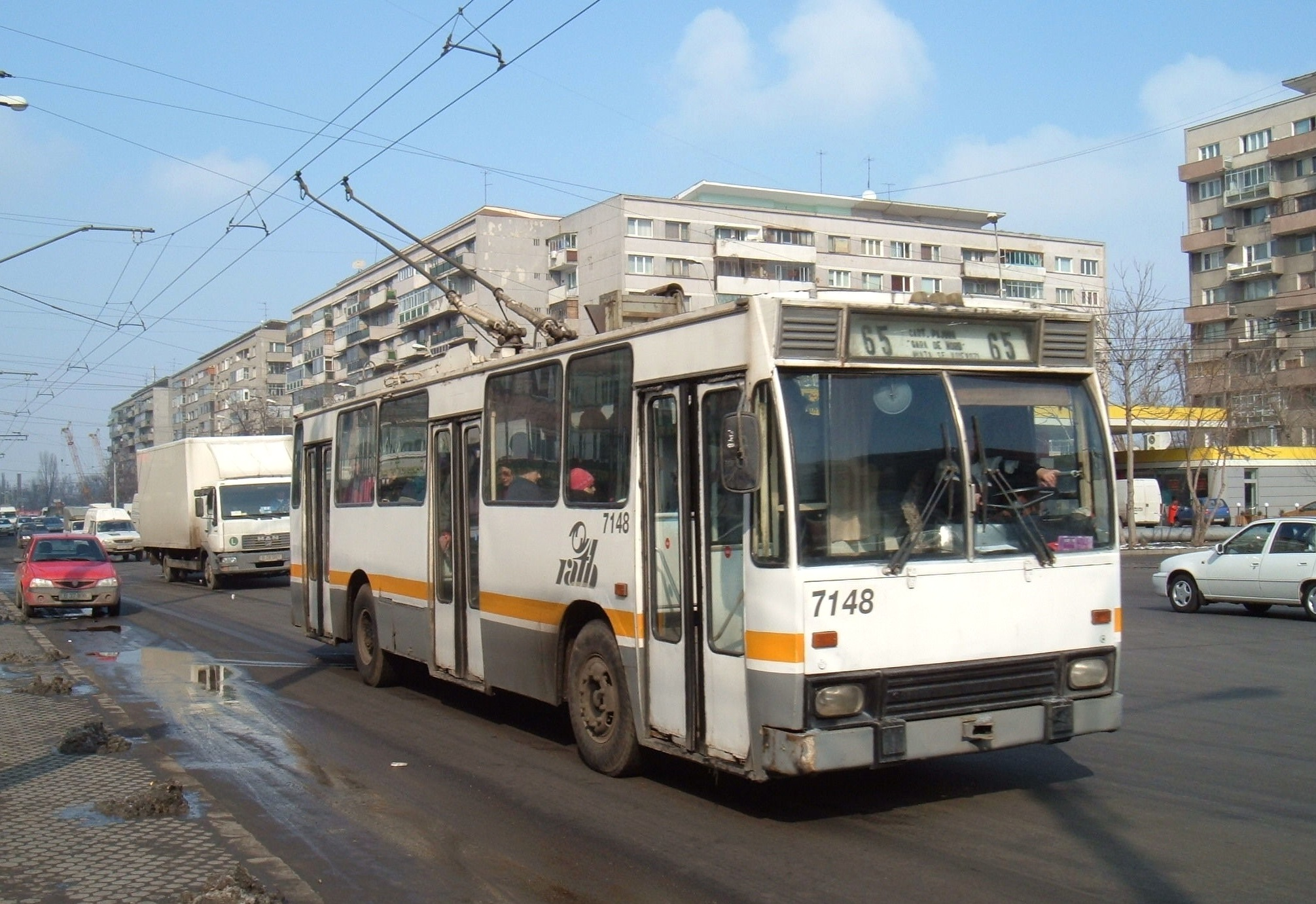
Troleibuz DAC 112E pe linia 65

Acestea au circulat între anii 1981 și 2007. Nu au fost numeroase inițial, numărul lor fiind redus (până în anul 1990 fiind doar 4 vehicule, apoi după 1990  fiind adus si un model 212 E). În anii 90 și 2000 au fost obținute DAC112 prn scurtarea DAC117E, probabil experimental. Numarul celor obținute prin scurtare în anul 2005 era de 8. Motivul pentru care nu au fost numeroase în anii 80, a fost probabil acela că aveau capacitate de transport mică, DAC 117 fiind considerate mai potrivite la acea vreme. În anul 2005 exstau în total 12 DAC 112E, din care unul era 212 E.Acestea au fost casate în anul 2007.    

#### Rocar 512 E

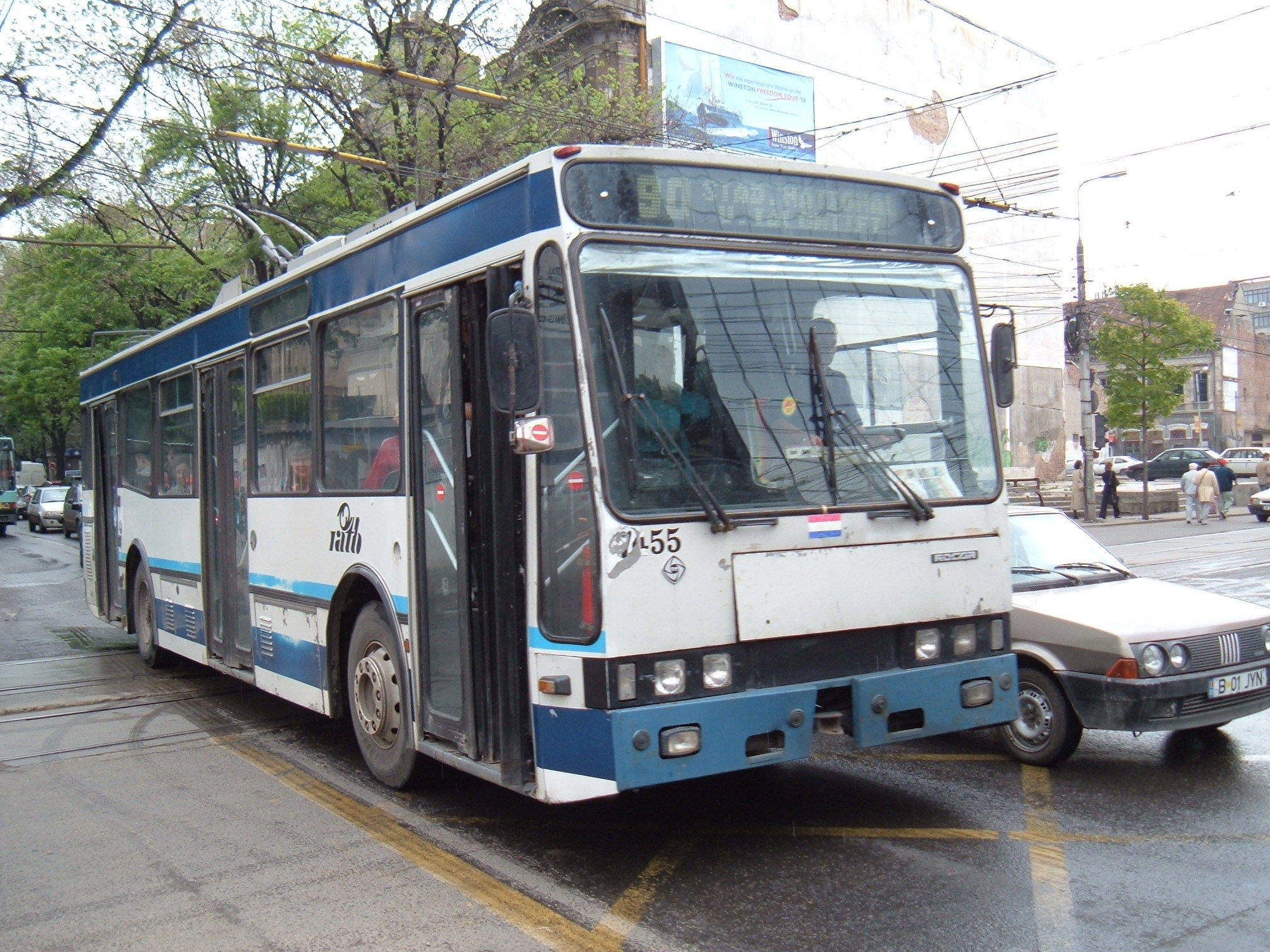
Troleibuz Rocar 512E pe linia 90

Au existat 9 troleibuze, la Depoul Vatra Luminoasă. Acestea au intrat în serviciul călători în anii 1996-1997.Au fost casate în anul 2009.

#### Rocar 412 E

Troleibuz Rocar 412E cu numărul de parc 7454 pe linia 66

În parcul RATB au existat două astfel de troleibuze: #7454 și #7459. Primul a fost casat prin anul 2009, a fost alocat depoului Vatra Luminoasă, al doilea fiind alocat depoului Bujoreni. #7459 se află în Depoul Bujoreni.

#### Rocar 312E

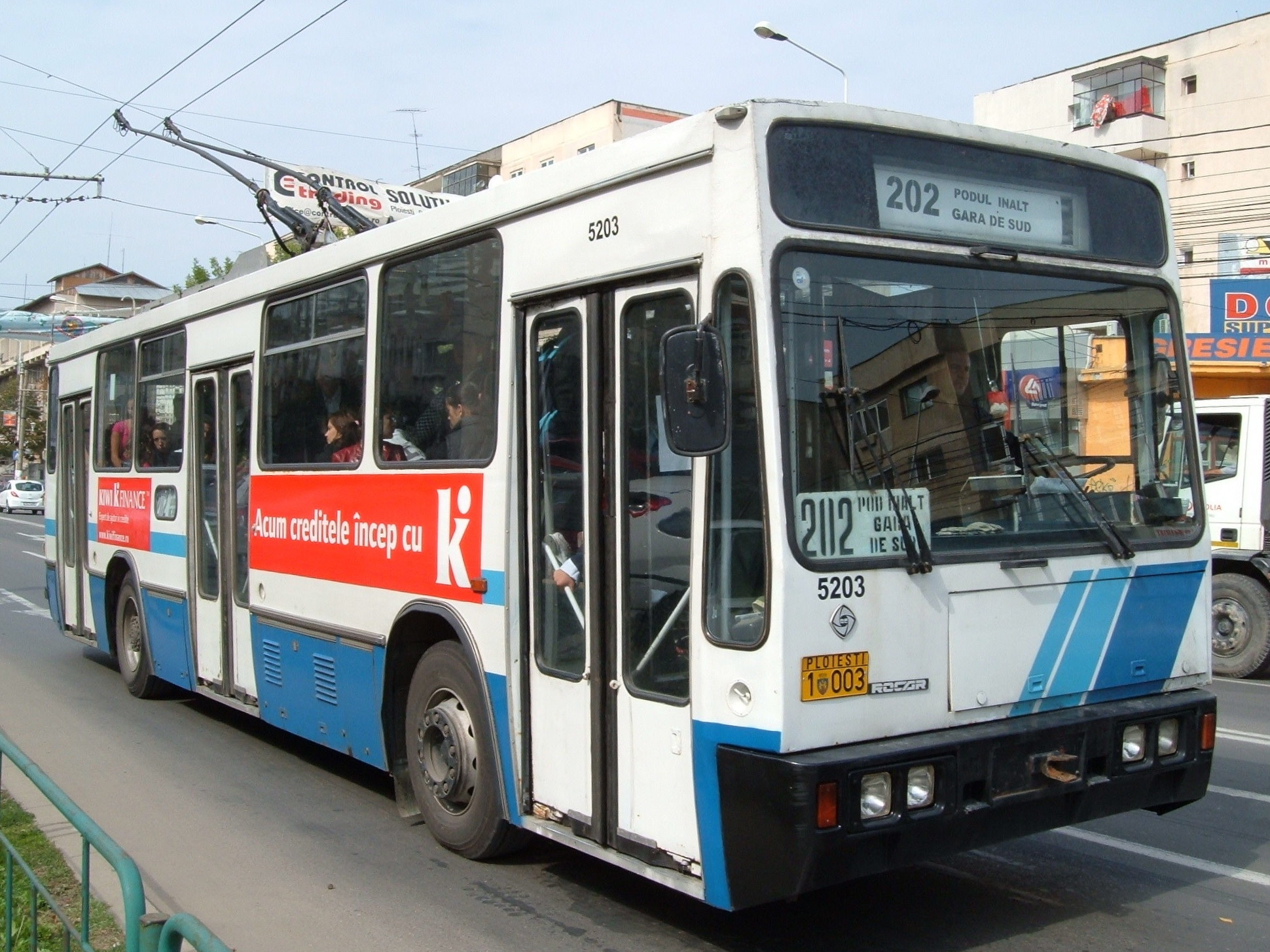
Troleibuz Rocar 312E asemănător cu cele folosite în București

Au existat două troleibuze de acest tip. Au aparținut depoului Berceni. În prezent nu mai circulă.

#### Dac 117 E / 217 E

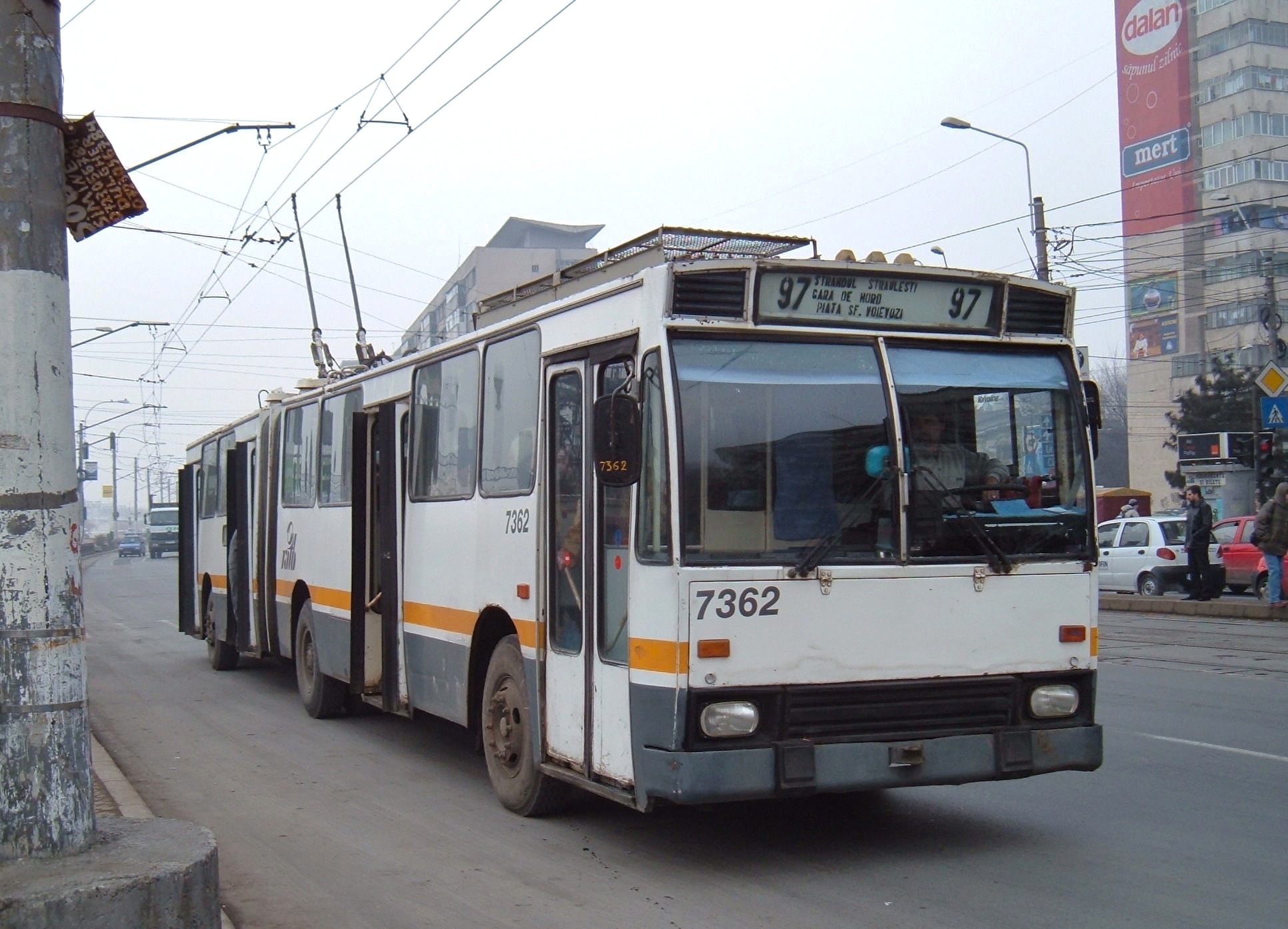
Troleibuz articulat DAC 117E pe linia 97

Aceste troleibuze circulat din anul 1979 până în anul 2007 . Primele modele 117 au fost înalte, apoi scunde. Ulterior după 1990, au apărut modelele 217E având un motor mai puternic (150 KW în loc de 125 KW la majoritatea DAC 117E). Unele au fost echipate cu choppere.

#### Saurer 5 DUK A
Au fost folosite la depoul Berceni. Inițial au fost la depoul Bujoreni. Sunt troleibuze obținute din autobuze aduse din Elveția, cu norma de casare îndeplinită. Nemaifiind eonomică utilzarea lor ca autobuze, în anul 1995 s-a luat decizia transformării în troleibuze, acestea fiind echipate cu chopper, și motoare de DAC 117 sau 217 . Se zice că acestea au fost modele de test pentru chopperele ce urmau să echipeze IKARUS IK415T mai târziu. Unele din ele au avut inclusiv puntea spate preluată de la DAC. În prezent acestea nu mai circulă.

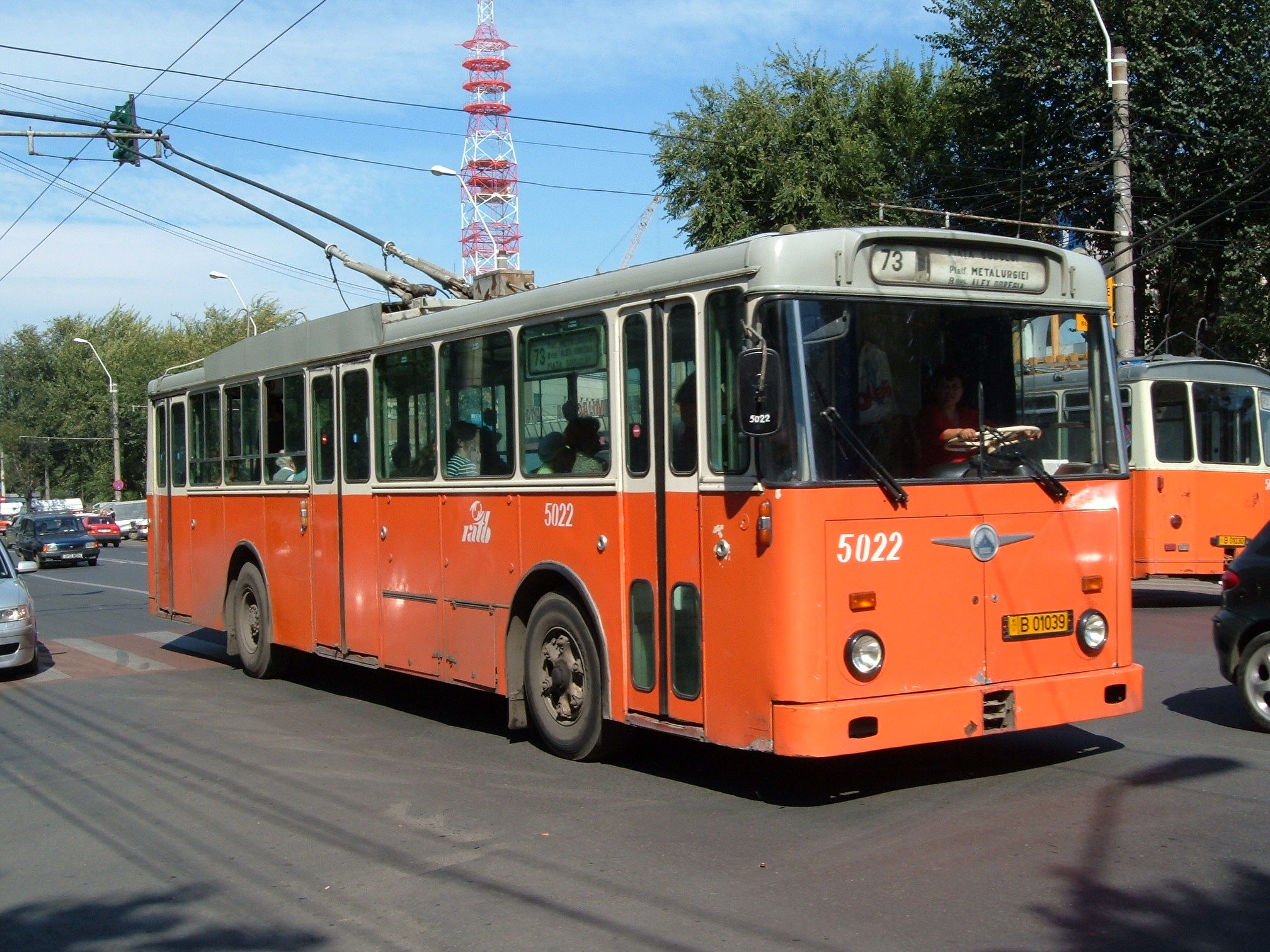
Saurer 5 DUK A

#### MTB-82D

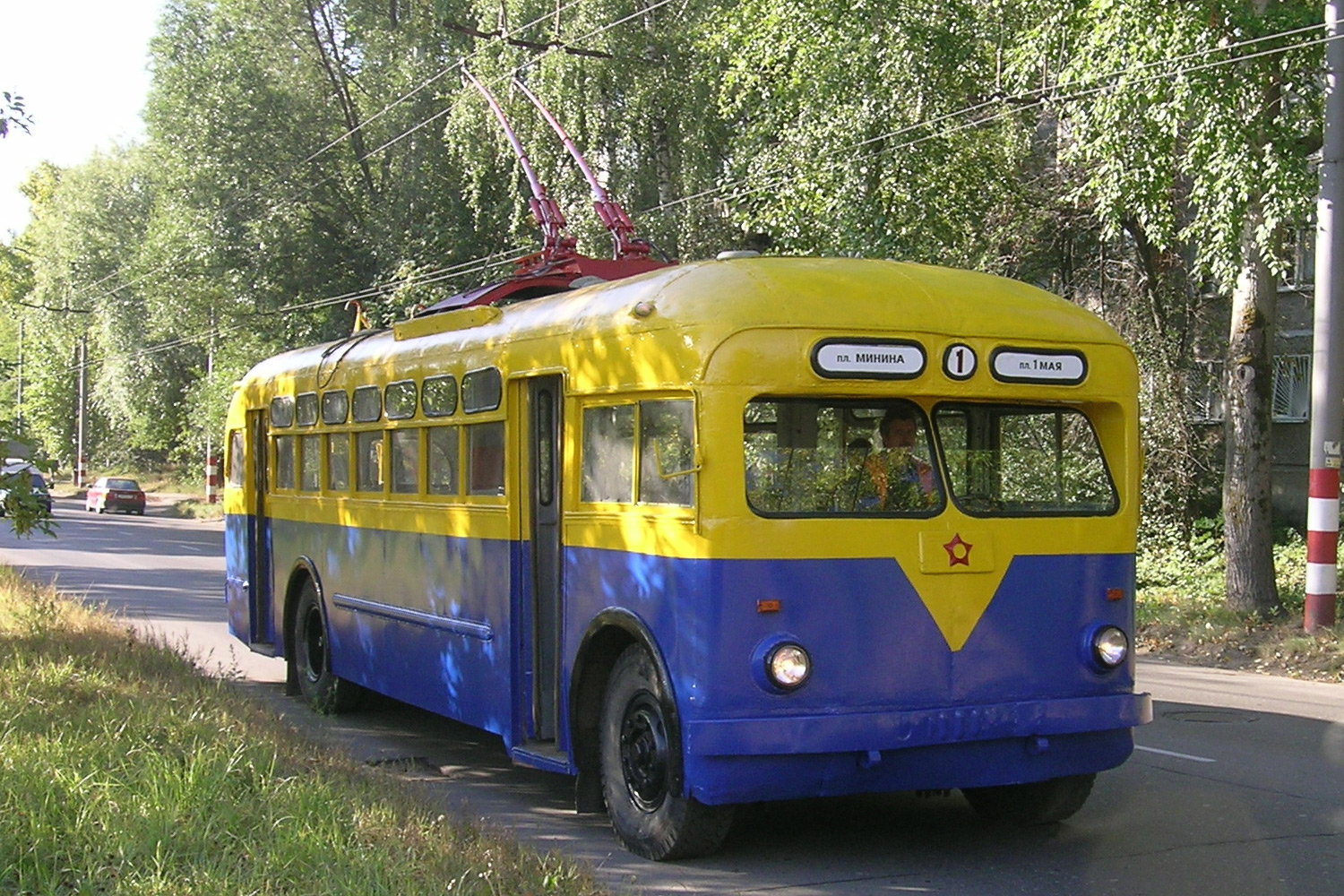
MTB-82. Acest model a circulat și în București

MTB-82 a fost un troleibuz produs în Uniunea Sovietică între 1947 și 1960 și exploatat în multe state din blocul comunist. Avea un motor de 74 kW (80/86 kW conform altor surse) și o caroserie din metal, lucru mai rar la acea vreme. Alimentarea se făcea la 550 V, iar viteza maximă era de 57,5 km/h. Capacitatea de transport era de 65 de locuri, din care 40 pe scaune.

#### TV2E/TV20E
Aceste troleibuze au circulat între anii 1957 și prima parte a anilor 1980 (cam 1985 ultimele vehicule, ca vehicule de școală mai mult). Au fost primele troleibuze de concepție și fabricație exclusiv românească . Prima serie a fost TV2E,  care au fost achiziționate între anii 1957 și 1964 iar a doua serie,  TV20E,  între anii 1966 și 1970 sau un pic mai târziu. În mare parte din punct de vedere tehnic erau asemănătoare, cu mici diferențe la partea de design și confort, ultimele serii TV20E având motoare ceva mai puternice. Au fost înlocuite în anul 1972 sau 1974 în programul rocar de către seria Roman 112 deși în exploatare au rămas până prin anul 1985 .Pe baza TV2E a fost construit TV2EA,  o variantă articulată a lui TV2 E.  Au fost construite doar 15 vehicule și au circulat între 1964 și 1969, doar 5 ani probabil datorită multiplelor defecțiuni și al costurilor mari de exploatare și producție.